# Leioscapheus colombiae
Leioscapheus colombiae är en insektsart som beskrevs av Marius Descamps 1976. Leioscapheus colombiae ingår i släktet Leioscapheus och familjen gräshoppor. Inga underarter finns listade i Catalogue of Life.